# Trépot
Trépot ist eine französische Gemeinde mit 558 Einwohnern (Stand: 1. Januar 2022) im Département Doubs in der Region Bourgogne-Franche-Comté.

## Geographie
Trépot liegt auf 551 m über dem Meeresspiegel, etwa zwölf Kilometer südöstlich der Stadt Besançon (Luftlinie). Das Dorf erstreckt sich im Jura, im äußersten Westen des Plateaus von Valdahon, südlich des Mont Bon und nördlich des Tals der Loue.
Die Fläche des 14,50 km² großen Gemeindegebiets umfasst einen Abschnitt des französischen Juras. Der Hauptteil des Gebietes wird vom leicht gewellten Plateau von Trépot eingenommen, das durchschnittlich auf 530 m liegt. Es ist vorwiegend von Acker- und Wiesland, teils auch von Wald bestanden. Das Plateau besitzt keine oberirdischen Fließgewässer, weil das Niederschlagswasser im verkarsteten Untergrund versickert. Deshalb finden sich hier verschiedene Karstphänomene, beispielsweise die Höhlen Gouffre du Paradis und Gouffre de La Chenaux. Nach Norden reicht der Gemeindeboden auf den Höhenrücken des Mont Bon, auf dem mit 661 m die höchste Erhebung von Trépot erreicht wird. Im Osten erstreckt sich das Gemeindeareal in das Waldgebiet des Waldgebietes Forêt du Gros Bois und in die Senke Combe Madame.
Nachbargemeinden von Trépot sind Mamirolle im Nordwesten und Norden, L’Hôpital-du-Grosbois im Nordosten, Étalans im Südosten sowie Tarcenay-Foucherans im Südwesten.

## Geschichte
Im Mittelalter gehörte Trépot zur Herrschaft Montfaucon. Zusammen mit der Franche-Comté gelangte das Dorf mit dem Frieden von Nimwegen 1678 an Frankreich. Heute ist Trépot Mitglied des Gemeindeverbandes Loue-Lison.

## Sehenswürdigkeiten
Die Dorfkirche Saint-Ferréol-et-Ferjeux in Trépot wurde im 18. Jahrhundert erbaut. Im Ortskern sind verschiedene Bauernhäuser im charakteristischen Stil der Franche-Comté aus dem 17. bis 19. Jahrhundert erhalten. Trépot verfügt über eine Schaukäserei (Musée de la Fromagerie).

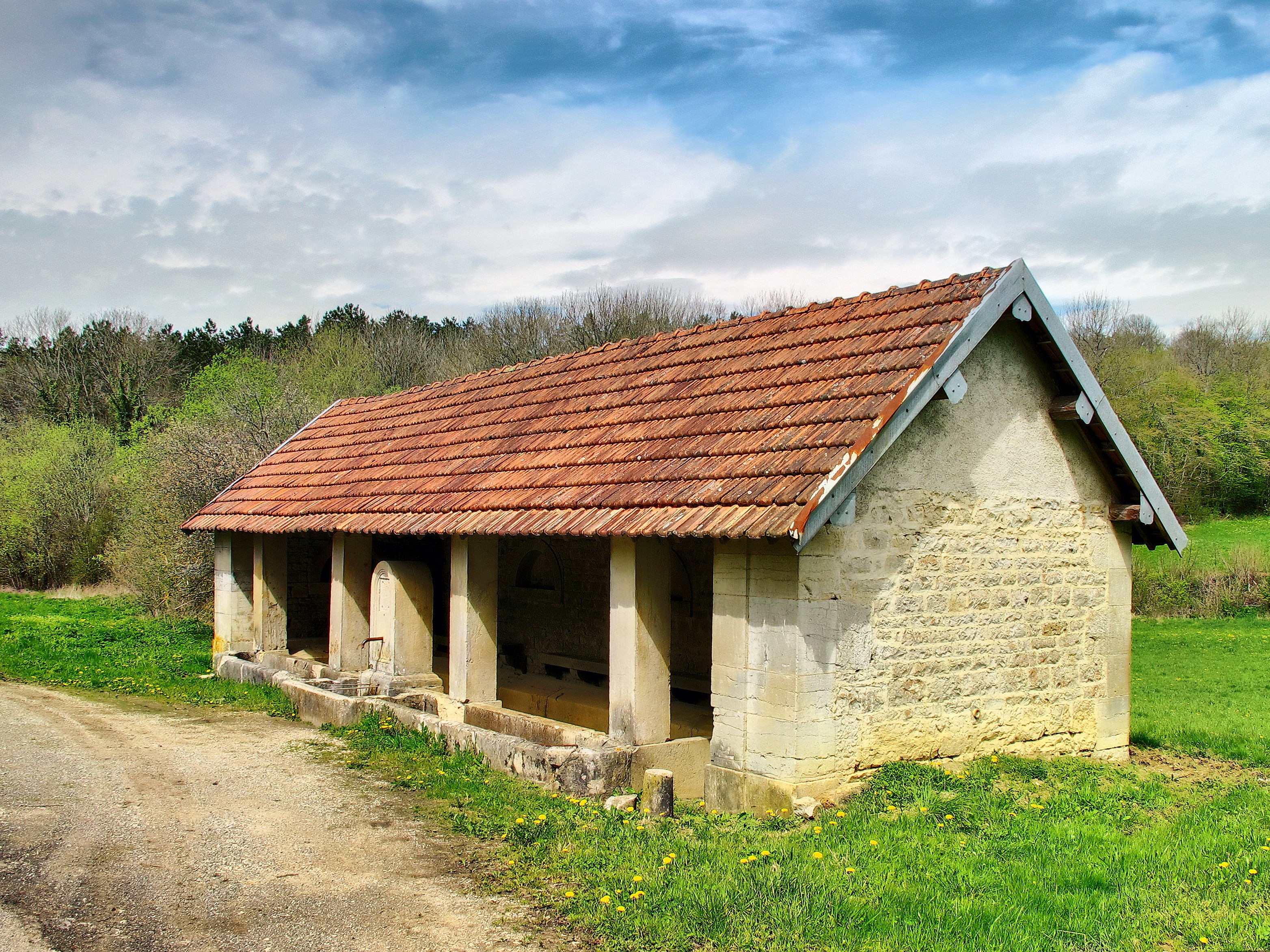
Lavoir in Trépot, Monument historique
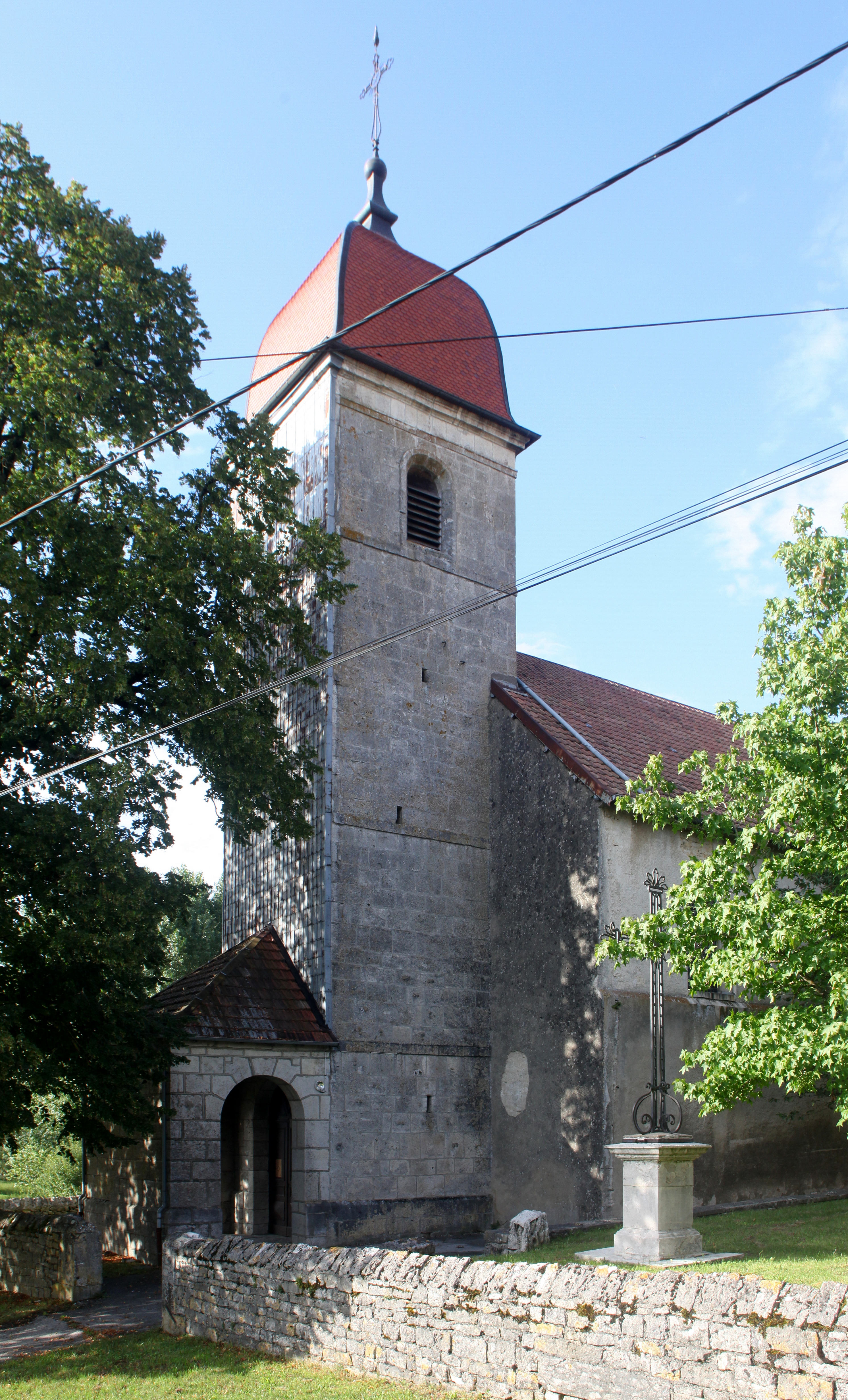
Kirche Saint-Ferréol-et-Ferjeux
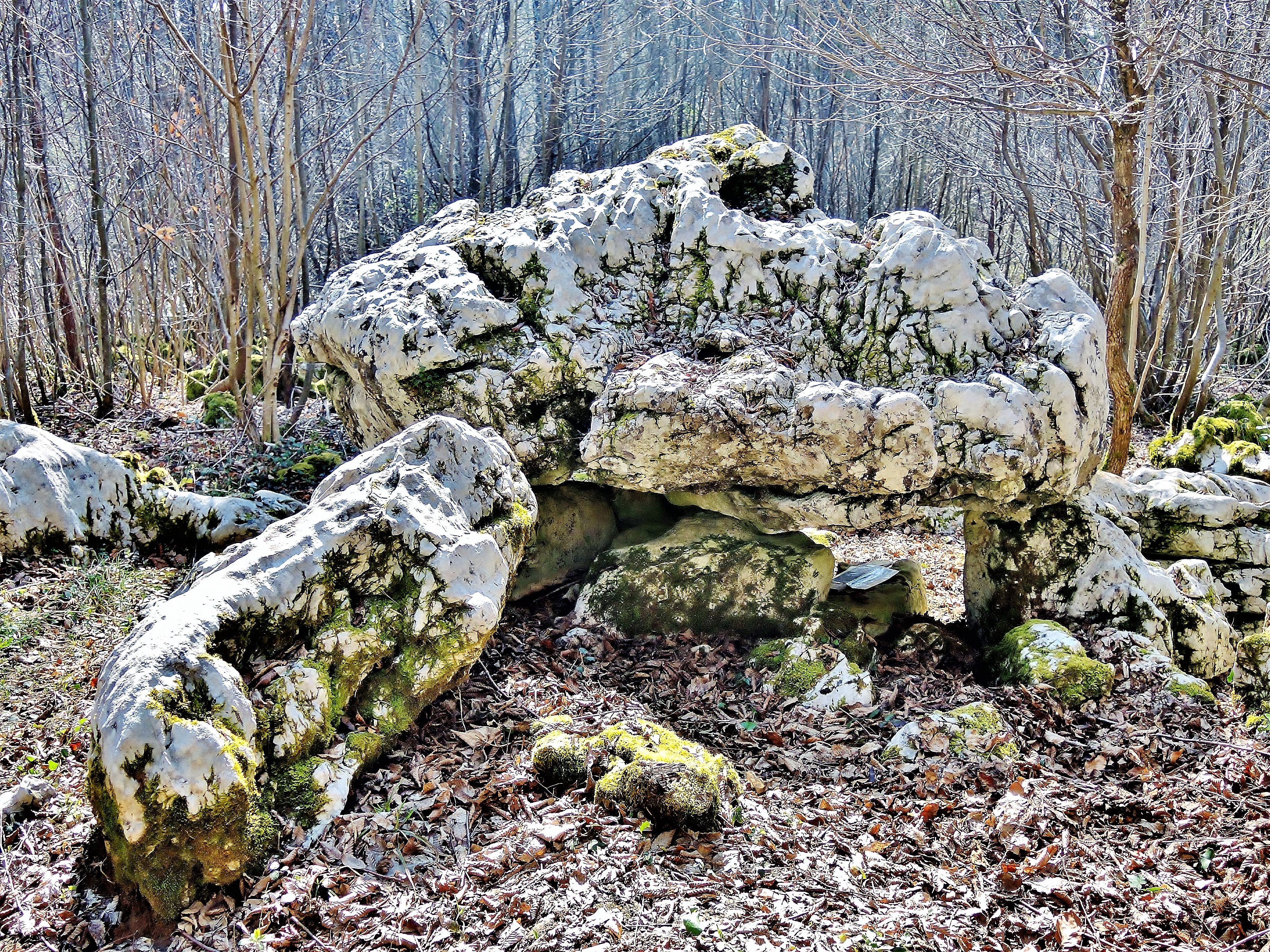
Dolmen in Trépot

## Bevölkerung
| Jahr                       | 1962 | 1968 | 1975 | 1982 | 1990 | 1999 | 2006 | 2018 |
| Einwohner                  | 317  | 274  | 306  | 361  | 379  | 356  | 483  | 537  |
| Quellen: Cassini und INSEE |      |      |      |      |      |      |      |      |

Mit 558 Einwohnern (1. Januar 2022) gehört Trépot zu den kleinen Gemeinden des Départements Doubs. Nachdem die Einwohnerzahl in der ersten Hälfte des 20. Jahrhunderts abgenommen hatte (1901 wurden noch 373 Personen gezählt), wurde seit Beginn der 1970er Jahre wieder ein Bevölkerungswachstum verzeichnet.

## Wirtschaft und Infrastruktur
Trépot war bis weit ins 20. Jahrhundert hinein ein vorwiegend durch die Landwirtschaft (Ackerbau, Obstbau und Viehzucht) und die Forstwirtschaft geprägtes Dorf. Daneben gibt es heute einige Betriebe des lokalen Kleingewerbes. Mittlerweile hat sich das Dorf auch zu einer Wohngemeinde gewandelt. Viele Erwerbstätige sind Wegpendler, die in den größeren Ortschaften der Umgebung oder in der Agglomeration Besançon ihrer Arbeit nachgehen.
Die Ortschaft liegt abseits der größeren Durchgangsstraßen an einer Departementsstraße, die von Mamirolle nach Ornans führt. Weitere Straßenverbindungen bestehen mit Tarcenay und L’Hôpital-du-Grosbois.
Der Bahnhof Trépot an der Bahnstrecke L’Hôpital-du-Grosbois–Lods ist wie die gesamte Strecke stillgelegt.